# Люк (станция)
Люк — пассажирская и грузовая железнодорожная станция Ижевского отделения Горьковской железной дороги в деревне Люк Балезинского района Удмуртии. Открыта в 1945 году.
Станция осуществляет продажу пассажирских билетов.
Ближайший населеный пункт это село Верх-Люк

## Пригородные поезда[2]
| № поезда  | Маршрут           | № поезда  | Маршрут           |
| --------- | ----------------- | --------- | ----------------- |
| 6454/6878 | Ижевск — Балезино | 6456/6880 | Балезино — Ижевск |